# Alleanza Cattolica

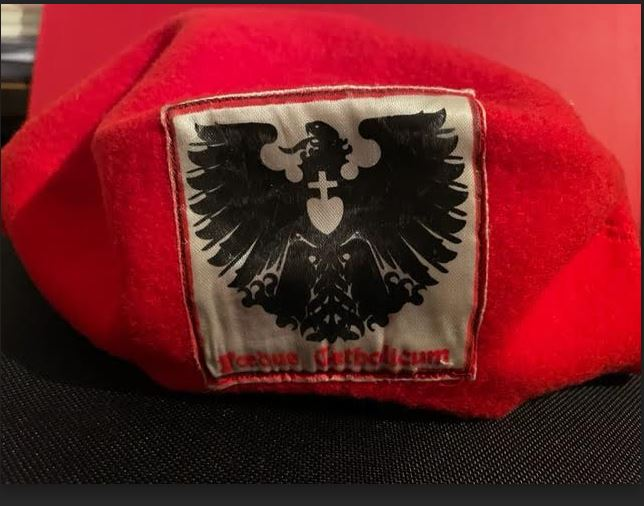
„boina roja“ (rote Baskenmütze), verwendet von der Alleanza Cattolica (ehemals Foedus Catholicum)

Alleanza Cattolica (Englisch: Catholic Alliance), ursprünglich bekannt als Foedus Catholicum, ist eine italienische katholische Vereinigung.

## Aktivitäten
Die Alleanza Cattolica ist ein Verein, dessen primäres Ziel das Studium und die Verbreitung der Soziallehre der katholischen Kirche ist.
Seit dem Jahr 1973 gibt Alleanza Cattolica die zweimonatlich erscheinende Zeitschrift Cristianità heraus. Diese Publikation widmet sich der Verbreitung der Soziallehre und des konterrevolutionären Denkens der Kirche. Cristianità vertritt eine revisionistische Interpretation des italienischen Risorgimento, welche vom Denken des brasilianischen Intellektuellen Plinio Corrêa de Oliveira beeinflusst ist. Im Rahmen dieser Interpretation analysiert die Zeitschrift die Rolle revolutionärer Kräfte im historischen Prozess. Obwohl Alleanza Cattolica das Konzept eines einheitlichen Staates, der das nationale Territorium repräsentiert, akzeptiert, versucht sie, die Legitimität der nach dem Risorgimento etablierten säkularen Ordnung kritisch zu hinterfragen.

## Geschichte

### Katholischer Traditionalismus und Verbindung mit der Priesterbruderschaft St. Pius X (SSPX) 1960–1981

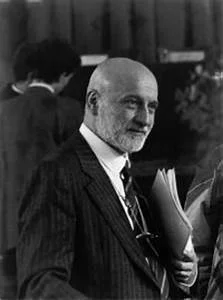
Giovanni Cantoni, Gründer von Alleanza Cattolica.

Die Alleanza Cattolicawurde 1960 informell von Giovanni Cantoni und Agostino Sanfratello gegründet. Ab 1968 erhielt die Organisation eine formellere Struktur. Dies wurde 1977 durch die Einrichtung eines Leitungsgremiums und 1998 durch die Verabschiedung einer offiziellen Satzung weiter gefestigt.
Im Januar 1971 gehörten Agostino Sanfratello (aus Piacenza), Marco Tangheroni (aus Pisa) und Franco Maestrelli (aus Mailand) zu den ersten, die beim Kassationsgericht ein Referendum gegen das italienische Scheidungsrecht beantragten.
Die Einheit von Alleanza Cattolica in Pisa, die dem Heiligen Kaiser Heinrich II. geweiht ist, umfasste mehrere prominente Mitglieder. Dazu zählten der Pharmakologe Giulio Soldani, der Historiker Marco Tangheroni, der Psychiater Mario Di Fiorino sowie die Brüder Attilio und Renato Tamburrini.
Die Organisation pflegte eine enge Beziehung zu Erzbischof Marcel Lefebvre, dem Gründer der Priesterbruderschaft St. Pius X. Agostino Sanfratello, einer der Gründer der Alleanza Cattolica, trat in das von Lefebvre gegründete Priesterseminar in Écône ein, verließ es jedoch später. Don Pietro Cantoni, der Bruder des Mitbegründers Giovanni Cantoni, wurde im Dezember 1978 in demselben Seminar zum Priester geweiht. Am 6. Juni 1977 nahmen mehrere Mitglieder der Alleanza Cattolica, darunter Baron Roberto de Mattei, Giulio Soldani, Massimo Introvigne, Mario Di Fiorino sowie Attilio und Renato Tamburrini, in Rom an einer Konferenz zum Zweiten Vatikanischen Konzil teil, die Erzbischof Lefebvre auf Einladung von Prinzessin Elvina Pallavicini abhielt.

### Bruch mit Lefebvre und Annäherung an den Vatikan (1981–heute)
Die Beziehung zwischen der Priesterbruderschaft St. Pius X. (SSPX) und der konservativen katholischen Organisation Alleanza Cattolica endete 1981. Dieser Bruch wurde durch den Weggang einer Gruppe junger italienischer Seminaristen aus dem Seminar in Écône gekennzeichnet, die später von Bischof Aldo Forzoni in die Diözese Apuanien inkardiniert wurden.
Die Ursachen dieses Bruchs werden unterschiedlich interpretiert:
1. Doktrinäre Interpretationsunterschiede (Massimo Introvigne) Massimo Introvigne, ein führendes Mitglied der Alleanza Cattolica, argumentierte, dass die grundlegende Ursache für die Trennung von Erzbischof Marcel Lefebvre eher doktrinärer als politischer Natur gewesen sei. Ein zentraler Streitpunkt soll die Interpretation der Schriften Joseph de Maistres gewesen sein. Laut Introvigne habe sich Lefebvre ausschließlich auf De Maistres Werk Du Pape konzentriert und dessen umfassendere Sicht der Religion vernachlässigt, welche die Vorstellung einschloss, dass wahre Religion mehr als zweitausend Jahre alt ist; sie wurde an dem Tag geboren, an dem die Tage geboren wurden.[12]
2. Uneinigkeit über die Gültigkeit von Sakramenten (Giovanni Cantoni und Mario Di Fiorino) Giovanni Cantoni interpretierte den Bruch von 1981 als Reaktion auf einen von ihm als schismatisch empfundenen Akt Lefebvres: die Entscheidung von Lefebvre, die Firmungen der Konzilskirche für ungültig zu erklären und neu zu spenden. Mario Di Fiorino bestritt jedoch Introvignes Darstellung der Ursache. Er wies darauf hin, dass Erzbischof Lefebvres vernünftige Zweifel an der Gültigkeit des neuen Firmungsritus bereits vor einer Konferenz und Messe am 6. Juni 1977 im Palazzo Pallavicini, an der auch Vertreter der Alleanza Cattolica teilnahmen, aufgekommen seien. Bereits am 22. Mai 1977 spendete Lefebvre in der von traditionalistischen Katholiken frequentierten Kirche Saint-Nicolas du Chardonnet in Paris über hundert Jungen die Firmung und äußerte dabei Bedenken hinsichtlich der Gültigkeit der nach dem neuen Ritus gespendeten Firmungen.[13]
3. Theologische Begründung der Zweifel Lefebvres (Bernard Tissier de Mallerais) Laut Bischof Bernard Tissier de Mallerais (2005) stellte Erzbischof Lefebvre die Gültigkeit des Firmsakraments aufgrund von Formänderungen in Frage, die am 15. August 1971 eingeführt und an einer östlichen liturgischen Formel orientiert waren. Lefebvre vertrat die Ansicht, dass die neue Formulierung den besonderen Charakter des Sakraments weniger deutlich zum Ausdruck bringe, insbesondere in volkssprachlichen Übersetzungen. Seine Bedenken verstärkten sich, nachdem Papst Paul VI. am 30. November 1972 die Verwendung beliebiger Pflanzenöle – anstatt nur Olivenöl – für das Sakrament erlaubte, was der langjährigen katholischen Tradition widersprach. Als Kardinäle ihn 1975 kritisierten, dass er in Diözesen ohne bischöfliche Zustimmung firmte und die Firmung unter Vorbehalt erneut spendete, soll Lefebvre geantwortet haben: „Die Gläubigen haben das Recht, die Sakramente gültig zu empfangen. Ich habe begründete Zweifel.“[14]
4. Strategiewechsel der Alleanza Cattolica (Roberto de Mattei) Nach der Wahl von Papst Johannes Paul II. im Jahr 1978 wurde Erzbischof Lefebvre im November desselben Jahres vom neuen Papst in einer Privataudienz empfangen. Die Beziehungen schienen sich zunächst zu verbessern, und die Gespräche deuteten auf eine mögliche Einigung hin, die auf einer Auslegung des Zweiten Vatikanischen Konzils in Kontinuität mit der Tradition und dem ständigen Lehramt der Kirche basierte. Lefebvre erklärte: „Wir leben in einer Zeit, in der das natürliche und übernatürliche Recht dem positiven Kirchenrecht vorgeht, wenn dieses ihm entgegensteht, anstatt es zu leiten.“[15]

Roberto de Mattei, eine prominente Figur in der Alleanza Cattolica, beschrieb den Wendepunkt von 1981 später als einen politischen Strategiewechsel der Alleanza Cattolica. In seinen Reflexionen über die Zeit nach Giovanni Cantonis Tod verwendete de Mattei den trotzkistischen Begriff Entrismus, um den neuen Ansatz der Gruppe zu charakterisieren. Er schrieb: „1978 wurde Johannes Paul II. gewählt, und Cantoni, der großes Vertrauen in den neuen polnischen Papst hatte, glaubte, dass die Alleanza Cattolica ihre Strategie ändern und von der Opposition zu dem übergehen sollte, was er als Entrismus definierte, d. h. zur Zusammenarbeit mit den Behörden und kirchlichen Bewegungen.“
Das Statut der Alleanza Cattolica wurde 1998 formalisiert. Im Jahr 2012 erkannte Bischof Gianni Ambrosio von Piacenza-Bobbio die Alleanza Cattolica offiziell als Vereinigung der christlichen Gläubigen an. Ihr Motto Ad maiorem Dei gloriam et socialem erinnert an das der Gesellschaft Jesu. Ihr Symbol ist das Heilige Herz über einem schwarzen Adler, der den Evangelisten Johannes darstellt und den Willen, Kinder Mariens zu sein symbolisiert.

## Kritik
Ein Artikel in der französischen Satirezeitschrift Charlie Hebdo bezeichnete Alleanza Cattolica als die italienische Tochtergesellschaft der brasilianischen Gruppe Tradition, Familie und Eigentum (TFP). Der Historiker Alessandro Capone charakterisiert die Organisation als „eines der einflussreichsten Zentren im traditionalistischen Spektrum, nicht zuletzt aufgrund seiner Verbindungen zu bestimmten Sektoren der Mitte-Rechts-Parteien.“